# Sven Maes
Sven Maes (Sint-Niklaas, 27 gennaio 1973) è un disc-jockey e produttore discografico belga.
Ha ottenuto successo sia come solista sia come partner in varie collaborazioni. Il suo lavoro insieme al collega belga Johan Gielen hanno prodotto alcune delle maggiori hit trance.

## Carriera musicale
All'età di 18 anni Sven Maes suonava in un eccentrico gruppo di musicisti, i Mea Culpa. Durante una delle esibizioni a un contest belga per rock band, "Humo's Rock Rally", venne notato da Geert Blanchart, campione olimpico di short track nei Giochi invernali del 1994. Blanchart, a sua volta, presentò Maes a Olivier Adams, già attivo nel settore musicale e conosciuto per il suo lavoro al sintetizzatore con la band acid Lords of Acid. L'uso dello studio di registrazione di Adams ha aiutato Maes, consentendogli di incidere più tracce sotto alcuni alias.
Adams introdusse poi Maes alla Antler-Subway Records, dove incontrò Johan Gielen. I due insieme produssero tracce con l'alias Bodyheat and Airscape. Una significativa parte della composizione e produzione di Maes è fatta insieme a Johan. Lavorarono insieme come Svenson & Gielen per alcuni anni. Il remix di Airscape del singolo Silence di Delerium feat. Sarah McLachlan è la maggiore hit del duo e anche il remix del singolo After All, sempre di Delirium, fu di grande successo. Ha lavorato su diverse compilation, come la serie di compilation Euphoria.
Quando il loro contratto con la Antler-Subway fu scaduto, i successi arrivarono rapidi uno dopo l'altro e il duo si legò alla ID&T che inizio a produrre per loro. La prima traccia è stata la famosa The Beauty of Silence seguita da Twisted e We Know What You Did.

## Discografia

### Singoli
- 1995 - One Way to Live (Is to Party) (come E-Raver)
- 1996 - Do-Re-Mi (come Joy Toys)
- 1996 - Blue World Dream (come Sea Squad)
- 1996 - Nocturna (come Vince G. Jefferson)
- 1997 - Chorus of Whales (come Voyageur)
- 1997 - Let Me Take You On A Trip
- 1998 - Acceleration
- 1998 - Jesus Is Here (come E-Raver)
- 2000 - Break The Silence
- 2000 - Clubbin' On Sunshine
- 2003 - Sunlight Theory
- 2004 - Inside Outside/The Devil's LSD
- 2005 - Wicked Life
- 2008 - Keeping It Real
- 2008 - Lover (I Want You) [feat. John Robinson]